# Northrop F-20 Tigershark
El Northrop F-20 Tigershark (també anomenat inicialment F-5G) fou un avió de caça dissenyat i fabricat per l'empresa nord-americana Northrop Corporation com un projecte finançat de manera privada. Es va començar a dissenyar-lo l'any 1975 i va ser comercialitzat des de la dècada dels 1980. El projecte fou cancel·lat posteriorment a la dècada dels 1990 en no aconseguir cap client.
El projecte va començar amb la idea d'ésser una versió més avançada del Northrop F-5 Freedom Fighter, no obstant, esdevingué finalment una aeronau totalment remodelada, amb poca similitud al Freedom Fighter.

## Història
L'F-20 Tigershark fou designat inicialment amb el nom de F-5G, nom aprovat per la USAF el maig de l'any 1981. Al principi, la petició inicial per a anomenar l'avió F-20 fou denegada l'any 1982, per què la Força Aèria dels Estats Units proposava el nom F-19, nom que finalment no fou usat. Al final la USAF va aprovar el nom F20 el novembre de l'any 1982, i l'àlies de Tigershark al març de l'any 1983.
El principal canvi propost en l'F-20 fou la substitució dels dos motors originals del Northrop F-5 Freedom Fighter, els General Electric J85 per un sol motor turboventilador, el General Electric F404. Això permetia incrementar l'empenyiment de l'avió en un 60%. Igual que el Northrop F-5, fou dissenyat com un avió de baix cost, d'altes prestacions i d'un senzill manteniment. Era capaç d'assolir velocitats de fins Mach 2.1, i comptava amb un abast de 2.760 kilòmetres. L'avió es diferenciava de l'F-5 també per posseir una aviònica més avançada, amb un radar General Electric AN/APG-67 que montava l'F-5E/F Tiger II.
L'F-20 Tigershark es va estrenar el 30 d'agost de l'any 1982, i només foren fabricats un total de tres prototips. S'havia esperat que l'avió es vengués a països estrangers, però era en va, entre d'altres per què el llavors president Ronald Reagan baixà notablement les restriccions per a la venda d'avions com l'F-16 Fighting Falcon a altres països. A més a més, el govern dels Estats Units no s'interessà mai en l'avió. Durant la dècada dels 1980 seleccionà l'F-16 Fighting Falcon com avió de reemplaçament de la USAF, la qual cosa fa provocar que els altres països no s'interessessin per l'F-20 Tigershark, i en canvi van preferir l'F-16.
Després d'una promoció de sis anys, i sense clients, Northrop cancel·là finalment el projecte, el qual fins llavors havia suposat un cost de 1.200 milions de dòlars.

## Especificacions

### Característiques generals
- Tripulació: 1 pilot.
- Llargada: 14.4 metres (47 ft)
- Envergadura: Amb míssils a les ales: 8.53 m (27 ft). Sense míssils a les ales: 8.13 m (26 ft).
- Altura: 4.20 metres (13 ft)
- Superfície alar: 18.6 m² (200 ft²)
- Pes en buit: 5,964 Kg (13,150 lbs)
- Pes carregat: 7,021 Kg (15,480 lbs)
- Pes màxim a l'enlairament: 12,474 kg (27,500 lbs)
- Planta motriu: 1 × Motors turboventilador General Electric F404-GE-1 de 76 kN

### Rendiment
- Velocitat màxima: Mach 2.1 (2,123 km per hora)
- Radi de combat: 556 km
- Abast: 2759 km
- Sostre de servei: 16,800 metres
- Radi d'ascens: 255 Metres/segon
- Càrrega alar: 395 kg/m²
- Ràtio impuls-pes: 1.1

### Armament
- Canons: 2 × Canons M39A2 de 20 mm.
- Coets:

1. 2 × Coets CRV7 de 70 mm
2. 2 × Coets LAU-10 de 127 mm
3. 2 × Coets Matra de 68 mm

- Míssils:

1. 2 × Míssils AIM-9 Sidewinder
2. 2 × Míssis terra-aire AGM-65 Maverick

### Aviònica
- Radars: General Electric AN/APG-67